# Góra (powiat śremski)

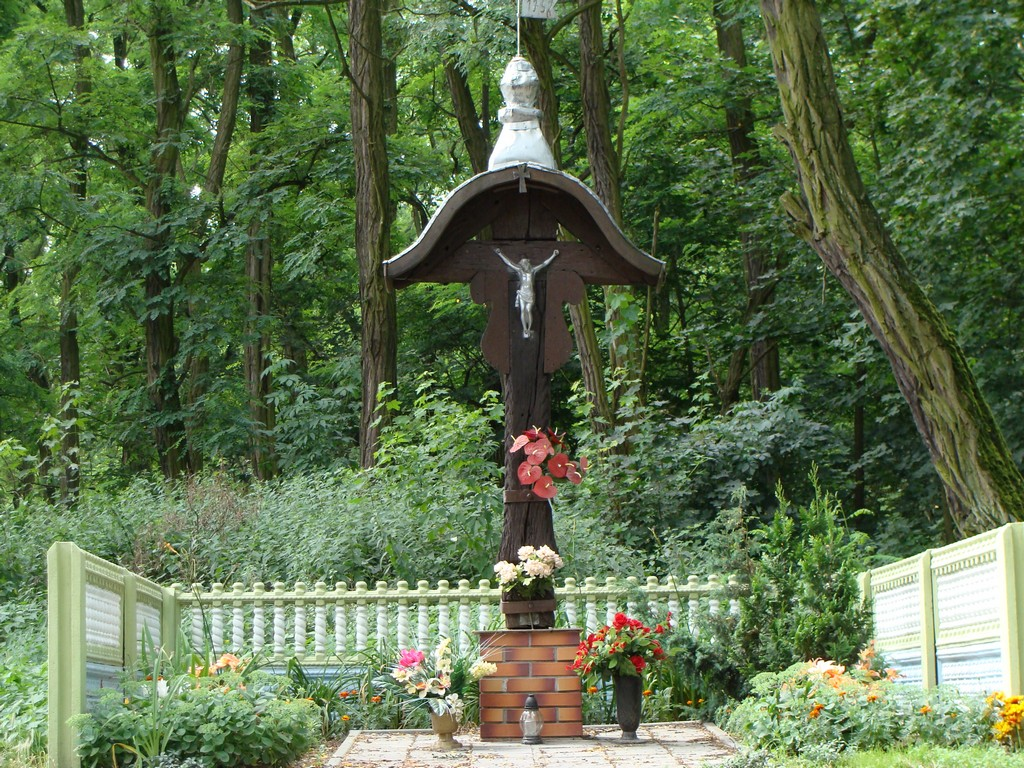
Krzyż przydrożny z datą 1752

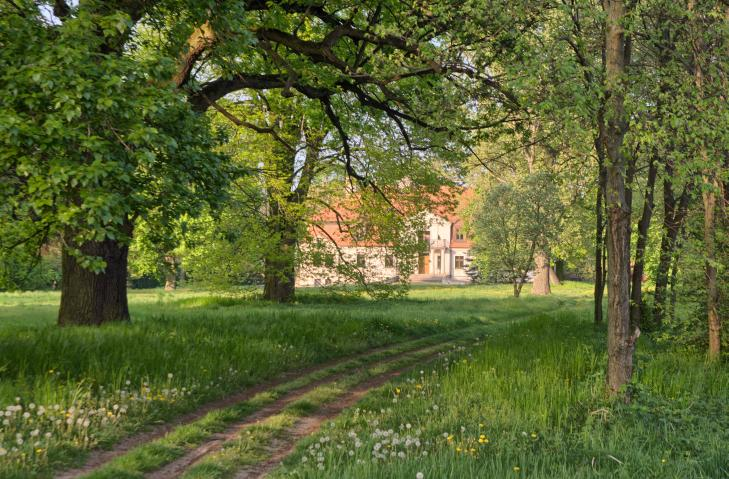
Góra dwór Borel-Platerów

Góra – wieś w Polsce położona w województwie wielkopolskim, w powiecie śremskim, w gminie Śrem.
W latach 1975–1998 miejscowość należała administracyjnie do województwa poznańskiego.
Wieś na lewym brzegu Warty, 5 km na północny zachód od Śremu przy drodze powiatowej nr 4062 z Iłówca przez Brodnicę do Psarskie. Komunikację ze wsi do Śremu zapewnia komunikacja miejska w Śremie.

## Historia
Góra w 1279 pierwszy raz została wspomniana w dokumentach. W 1296 należała do komesa Mikołaja, wojewody kaliskiego. Następnie od 1307 stała się własnością biskupią, a później szlachecką. Wieś należała do majątku Gajewskich, Szołdrskich i Gliszczyńskich, a w 1842 stała się własnością hrabiego Ludwika Augusta Platera – leśnika, geografa i działacza niepodległościowego na emigracji, do którego należało również Psarskie. Rodzina Platerów posiadała Górę do II wojny światowej.

## Zabytki i atrakcje turystyczne[8][9][7]
- Zespół dworski – składający się z dworu z XVIII wieku z wysokim mansardowym dachem oraz parku krajobrazowego o powierzchni 8,69 ha z XVIII wieku, z okazałymi dębami szypułkowymi o obwodzie 554 cm i 635 cm oraz lipą o obwodzie 380 cm, zabytek chroniony prawem.
- Krzyż przydrożny – przy drodze, drewniany, nakryty wygiętym daszkiem, z chorągiewką z datą 1752, uchodzący za najstarszy w Wielkopolsce[10].
- Kapliczka przydrożna z figurą Najświętszego Serca Jezusa sprzed II wojny światowej[10].
- Szkoła – z początku XX wieku, znajdująca się w gminnej ewidencji zabytków, obecnie użytkowana jako dom mieszkalny.

Świątkiem przydrożnym we wsi jest także kapliczka św. Barbary z końca XVIII wieku.
W Górze znajduje się również wieża RTV – centrum nadawcze radiowo-telewizyjne z masztem wysokości 290 m. Maszt ważący 220 ton został wykonany przez Mostostal Zabrze. Otwarcie nastąpiło 21 lipca 1964, w 2008 dokonano wymiany tubusu.